# La Résurrection de Lazare (Le Guerchin)
Pour les articles homonymes, voir La Résurrection de Lazare.
La Résurrection de Lazare est un tableau réalisé par le peintre italien Le Guerchin vers 1619. De format horizontal, cette huile sur toile est une peinture religieuse qui illustre la résurrection de Lazare, un miracle rapporté dans l'Évangile selon Jean. Elle figure Lazare de Béthanie asssis au bord de sa tombe alors que d'un geste de Jésus-Christ, debout sur la droite, il se fait délier les mains après sa résurrection, qui suscite dans l'assistance un grand étonnement. Achetée à Naples pour Louis XVI par Dominique Vivant Denon en 1785, l'œuvre est conservée au musée du Louvre, à Paris.